# جان قهوجي
جان قهوجي (23 سبتمبر 1953 -)، قائد الجيش اللبناني من 29 أغسطس 2008، وكان قد تولى رئاسة الجيش خلفًا للقائد السابق له رئيس الجمهورية ميشال سليمان، وهو القائد الثالث عشر في قيادة الجيش. يتقن 4 لغات هي العربية والإنجليزية والفرنسية والإيطالية.

## السيرة العسكرية
- تطوع في الجيش بصفة تلميذ ضابط والتحق بالمدرسة الحربية في 1 أكتوبر 1973.
- في 1 يوليو 1976 رقي إلى رتبة ملازم، وتدرج في الترقية حتى رتبة عميد ركن في 1 يوليو 2002.
- نقل إلى كتيبة الشرطة العسكرية اعتباراً من 21 فبراير 1977.
- في 7 ديسمبر 1982 عين آمراً لسرية الشرطة العسكرية في منظقة جبل لبنان.
- نقل إلى لواء المشاة الرابع آمراً للسرية 422 اعتباراً من 28 سبتمبر 1983.
- نقل إلى المدرسة الحربية كمدرب وذلك اعتباراً من 4 مارس 1984.
- في 1 نوفمبر 1987 نقل إلى اللواء العاشر المجوقل قائداً للكتيبة 103. وفي 12 أكتوبر 1992 عين قائداً للفوج المجوقل. وفي 22 يناير 1996 عين قائداً لفوج التدخل الثالث. وفي 31 يوليو 1999 عين رئيساً لأركان لواء المشاة الحادي عشر. وعين مساعداً لقائد لواء المشاة السابع في 22 أغسطس 2001. وفي 29 يوليو 2002 قائداً للواء المشاة الثاني.
- في 29 أغسطس 2008 رقي إلى رتبة عماد وعين قائداً للجيش وذلك بعد موافقة مجلس الوزراء.

### الدورات التدريبية التي خاضها
- دورة عسكرية في الولايات المتحدة الأمريكية بعام 1980.
- دورة عسكرية في السويد بعام 1995.
- دورة عسكرية في إيطاليا بعام 1999.
- دورة عن ديبلوماسية الدفاع في المملكة المتحدة وذلك بسنة 2003.
- دورة عن مكافحة الإرهاب في ألمانيا بعام 2006.

### الأوسمة التي حاز عليها
- وسام الجرحى.
- وسام الحرب (ثلاث مرات).
- وسام الاستحقاق اللبناني (من الدرجات الثالثة والثانية والأولى).
- وسام الوحدة الوطنية.
- وسام فجر الجنوب.
- وسام الأرز الوطني من رتبة فارس ورتبة ضابط.
- وسام التقدير العسكري.
- وسام الفخر العسكري.
- تنويه العماد قائد الجيش (8 مرات).
- تهنئة العماد قائد الجيش (28 مرة).

## تعيينه قائداً للجيش
بتاريخ 29 أغسطس 2008 في جلسة مجلس الوزراء التي رأسها رئيس الجمهورية ميشال سليمان عرض وزير الدفاع إلياس المرّ اسمه كقائد للجيش، وحصل على موافقة 21 وزير من أصل الحضور البالغ 26 وزير، حيث سجل اعتراض وزيري الحزب التقدمي الاشتراكي غازي العريضي ووائل أبو فاعور على الآلية التي اعتمدت في اختيار قائد الجيش وليس عليه هو شخصيًا، كما تحفظ وزيري القوات اللبنانية إبراهيم نجار وأنطوان كرم على الأسلوب الذي اعتمد في اختيار قائد الجيش، فيما سجل وزير التنمية الإدارية إبراهيم شمس الدين ملاحظات أساسية تتعلق بموضوع الجيش والإستراتيجية الدفاعية كما أنه امتنع عن التصويت.

## حياته الأسرية
متزوج من مارلين صفير، ولهما ثلاثة أبناء.